# HADOPI
HADOPI – potoczna nazwa francuskiej ustawy mającej na celu walkę z internetowym piractwem. Słowo HADOPI jest skrótem od Haute autorité pour la diffusion des œuvres et la protection des droits sur Internet („Wysoki urząd ds. rozpowszechniania utworów i ochrony praw w Internecie”), czyli nazwy organu powołanego do życia na mocy tej ustawy. Na mocy ustawy użytkownikowi podejrzanemu o łamanie prawa autorskiego w Internecie, po otrzymaniu dwóch ostrzeżeń, przy trzecim wykryciu łamania praw autorskich, odcinano dostęp do Internetu. Została przegłosowana przez francuskie Zgromadzenie Narodowe 13 maja 2009 roku.
Ustawa była źródłem wielu kontrowersji, głównie z powodu drakońskich kar nakładanych na osoby łamiące prawa autorskie w Internecie, wśród których znajduje się między innymi całkowite odcięcie dostępu do sieci. Wątpliwości wzbudzały także takie aspekty ustawy, jak brak domniemania niewinności, stosowanie odpowiedzialności zbiorowej czy wielokrotne karanie za ten sam czyn. 10 czerwca 2009 francuska Rada Konstytucyjna uznała niektóre przepisy ustawy za niezgodne z Konstytucją.
W czerwcu 2013 opublikowano nowy dekret dotyczący HADOPI, na podstawie którego odebrano agencji prawo do odcinania użytkowników od sieci. Dotychczas działające prawo zostało określone jako „nieproporcjonalne”. Przez cztery lata funkcjonowania Hadopi wysłała ponad półtora miliona „pierwszych ostrzeżeń”, 139 tysięcy „drugich ostrzeżeń”, a 29 spraw skierowała do sądu. Jedna sprawa zakończyła się piętnastodniowym odcięciem od internetu.